# Echinomuricea brunnea
Echinomuricea brunnea är en korallart som beskrevs av Nutting 1908. Echinomuricea brunnea ingår i släktet Echinomuricea och familjen Plexauridae. Inga underarter finns listade i Catalogue of Life.